# Regnéville-sur-Mer
Regnéville-sur-Mer é uma comuna francesa na região administrativa da Normandia, no departamento Mancha. Estende-se por uma área de 8,54 km². Em 2010 a comuna tinha 770 habitantes (densidade: 90,2 hab./km²).